# Immersione in ghiaccio

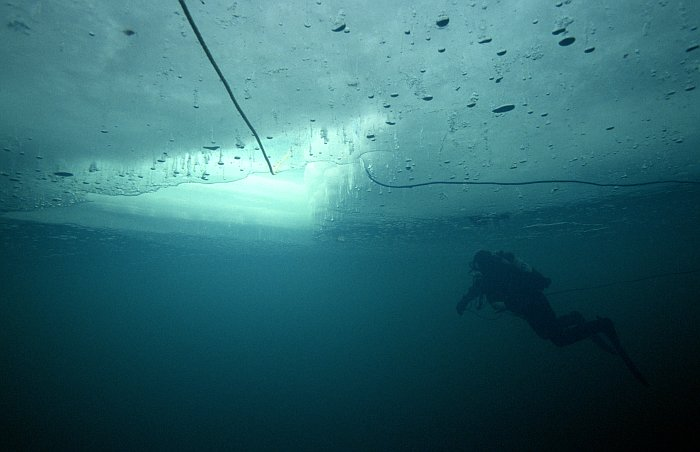
Sotto la superficie ghiacciata. Paakkila, Finlandia

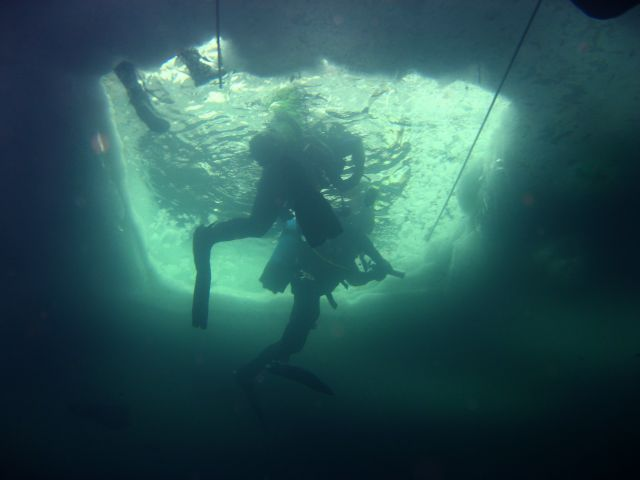
Il punto di ingresso nella superficie ghiacciata. Lago Santo parmense, Appennino tosco-emiliano, Italia)

L'immersione in ghiaccio o sotto il ghiaccio è un tipo di immersione subacquea particolarmente difficile che avviene sotto la superficie ghiacciata dell'acqua e richiede un addestramento particolare e un'attrezzatura subacquea specifica.

## Caratteristiche

Una squadra di 4 immersioni sul ghiaccio. 4 persone sono il minimo per immergersi.
1 = Attualmente squadra d'immersione (1A = primo subacqueo alla fine della corda; 1B = secondo subacqueo e conduttore della corda; 1C = tender; 1D = prima corda guida [verde] per la comunicazione, l'orientamento e il salvataggio, lunga ~50-100m.)
2 = Palombaro di salvataggio (2A = palombaro di riserva completamente equipaggiato; 2D = seconda corda di guida [arancione].)
3 = copertura di ghiaccio
4 = Viti da ghiaccio per fissare le estremità della corda.
5 = Apertura di entrata nella lastra di ghiaccio.

Una squadra di 6 tuffatori sul ghiaccio. La squadra di 6 è più sicura di una squadra di 4!
1 = Attualmente squadra d'immersione (1A = primo subacqueo alla fine della corda; 1B = secondo subacqueo e conduttore della corda; 1C = tender; 1D = prima corda guida [verde] per la comunicazione, l'orientamento e il salvataggio, lunga ~50-100m.)
2 = Squadra di soccorso (2A = sommozzatore di riserva completamente equipaggiato; 2B = conduttore di corda completamente equipaggiato per il sommozzatore di riserva; 2C = tender di riserva; 2D = seconda corda di guida [arancione].)
3 = copertura di ghiaccio
4 = Viti da ghiaccio per fissare le estremità della corda.
5 = Apertura di entrata nella lastra di ghiaccio.

L'immersione in ghiaccio viene talvolta considerata come un tipo di immersione in quota, per via del fatto che, di norma (in Italia), quella in ghiaccio è un'immersione che si pratica in laghi d'alta montagna.

### Preparazione e attrezzatura
L'attrezzatura subacquea per questo tipo di immersione deve essere adatta al tipo di condizioni atmosferiche e dell'acqua che verranno incontrate; inoltre andranno portati indumenti invernali, ramponi da ghiaccio, utensili per l'apertura del foro nel ghiaccio, corde e sagole, ecc.
L'attrezzatura subacquea dovrebbe consistere almeno in:
- muta stagna. Lo stesso vale per guanti e calzari;
- bombola con rubinetteria doppia;
- due erogatori (sconsigliata[1] la configurazione a octopus) predisposti per l'immersione in ghiaccio (non tutti i modelli sono adatti alle basse temperature).
- un computer subacqueo adatto all'immersione in basse temperature.

Per evitare il congelamento del primo stadio la rubinetteria va aperta solo all'ultimo momento prima del tuffo.
L'immersione, data la temperatura dell'acqua (nel caso di acqua dolce circa 4 °C), non dovrebbe mai durare più di 20 minuti per evitare il rischio di ipotermia. Va inoltre detto che il freddo aumenta l'assorbimento dell'azoto e, di conseguenza, il computer subacqueo deve tener conto anche della temperatura.

## Addestramento
L'addestramento include:
- preparazione dell'area di immersione[2][3];
- taglio del foro superficiale[2];
- vestizione in condizioni di freddo;
- scelta dell'erogatore e dell'attrezzatura: questa deve essere infatti adatta alle rigide temperature per evitare il blocco dell'erogazione;
- utilizzo di muta stagna, guanti e calzari e, possibilmente, maschera subacquea integrale;
- collegamento alla superficie tramite sagola ("filo d'Arianna") per il ritrovamento del buco di accesso;
- tecniche di comunicazione tramite fune;
- preparazione del gruppo di supporto in superficie;
- tecniche di impatto contro la superficie ghiacciata (in caso di distacco della zavorra, e quindi di pallonata).

Spesso, per evitare di creare bolle sotto la superficie ghiacciata, si utilizzano appositi rebreather.